# نوع مهدد بخطر انقراض أدنى
نوع مهدد بخطر انقراض أدنى أو النوع غير المحصن أو النوع الحساس أو النوع الضعيف مرتبة في حالة الحفظ. وهو النوع الذي من المحتمل أن يصبح معرض للخطر مالم تتحسن الظروف التي تهدد وجوده وتكاثره.
يوجد حالياً 4728 نوع حيواني و4914 نوع نباتي مصنف كغير محصن، مقارنة مع مستويات عام 1998 حيث كان 2815 نوع حيوان و3222 نوع نبات مصنف كغير محصن.